# Les Pechs du Vers
Les Pechs du Vers község Franciaország Okcitánia régiójában, Lot megyében. Új községként 2016. január 1-jén jött létre Saint-Cernin és Saint-Martin-de-Vers korábbi községek egyesítésével. Lakosainak száma 306 fő (2022. január 1.).

## Népesség
| Lakosok száma | 310  | 311  | 312  | 314  | 310  | 306  |
|               | 2017 | 2018 | 2019 | 2020 | 2021 | 2022 |